# Chimakum
Le chimakum (ou chemakum) est une des deux langues de la famille des langues chimakuanes.
Parlée aux États-Unis, dans l'État de Washington. La langue est éteinte depuis les années 1940.